# エリク・レオナルド・エクマン

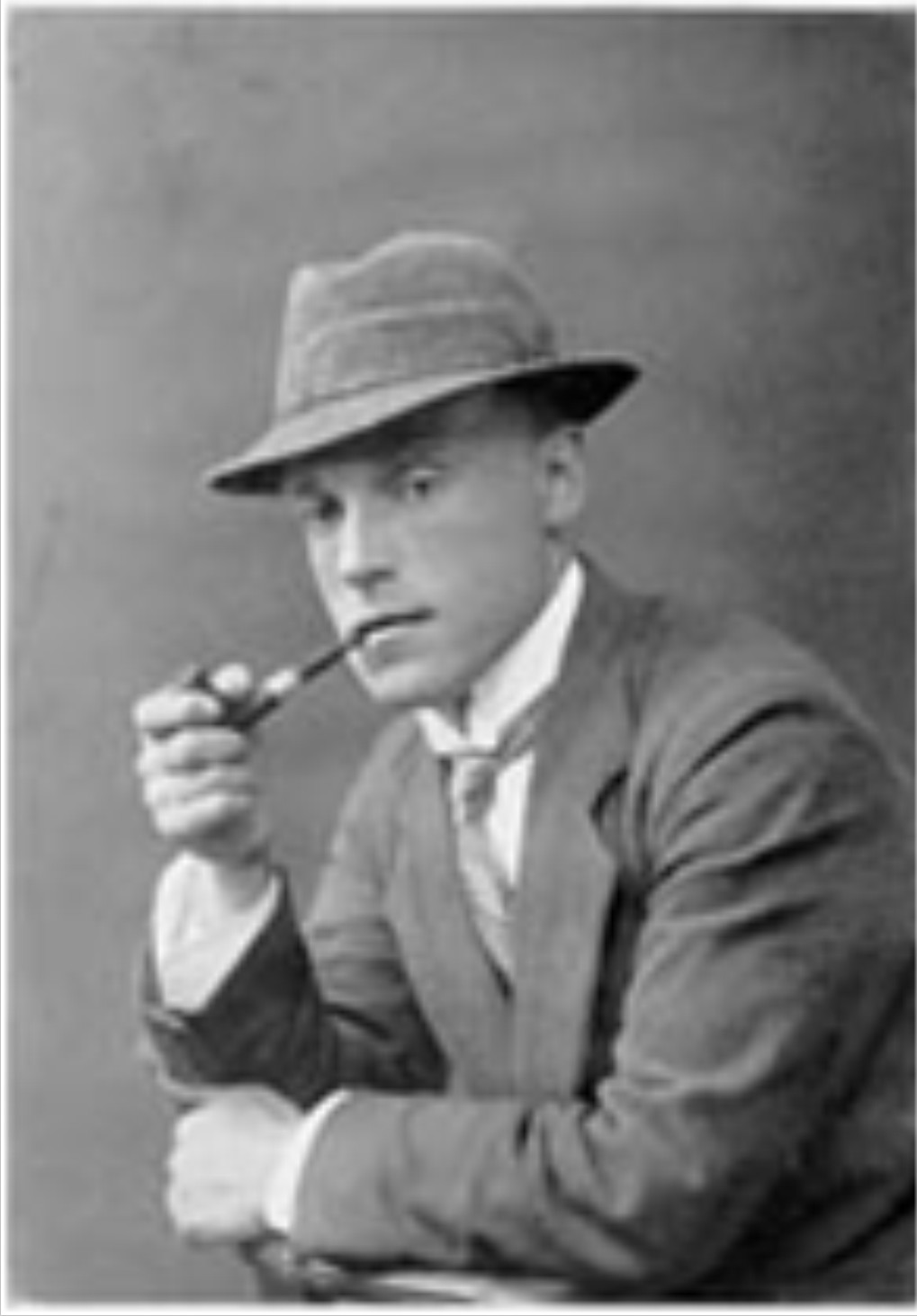
Erik Leonard Ekman (1883–1931)

エリク・レオナルド・エクマン（Erik Leonard Ekman、1883年10月14日 - 1931年1月15日）はスウェーデンの植物学者である。カリブ海地域の植物を研究した。

## 略歴
ストックホルムの貧しい家に生まれた。11歳の時、家族とヨンショーピングに移り、そこで植物収集への情熱が芽生えた。1907年にルンド大学を卒業した。スウェーデンの船会社のアルゼンチンへの無料乗船券を得て、アルゼンチンに渡り、ミシオネス州のスウェーデン人入植地で3ヶ月間、植物採集を行った。ブラジルで成功したアンデシュ・フレドリク・レグネルの資金で設けられたスウェーデン自然史博物館の研究職に1908年から採用された。ヨーロッパを旅し、多くの植物学者と知り合うことになった。1914年にルンド大学から博士号を得た。同じ年に、レグネルの基金で行われることになった3回目の南米探検に参加することになるが、ドイツの植物学者、イグナーツ・ウルバンとスウェーデン自然史博物館のカール・アクセル・マグヌス・リンドマンから途中、キューバに1ヶ月、イスパニョーラ島に8ヶ月、留まって植物採集をすることを依頼され、エクマンもそれに同意した。エクマンのブラジルへの出発は第一次世界大戦の勃発や、ハイチの政治的混乱、キューバでの疫病の発生によってさらに遅れることになった。
1914年にハバナに上陸し、1917年にしばらくハイチを訪れた他は7年間キューバに留まった.。スウェーデン王立科学アカデミーからの異論を受けてイスパニョーラ島に1924年に渡り、数百の新種植物を発見したとされる。1924年から1928年までハイチで、その後はドミニカで植物採集をおこない、1931年にドミニカのサンティアゴ・デ・ロス・カバリェロスにて47歳で病死した。
カリブ海諸国の植物に知見に関して、最も貢献した植物学者であり、2,000以上の新種を記載し、集められた膨大な標本はカリブ海諸国の植物相の研究に現在も利用されている。植物研究だけでなく、大アンティル諸島の最高峰でもあるピコ・ドゥアルテ（Pico Duarte、3,087m）の標高を正確に測定し、鳥類、動物の標本も集めた。その中にはエクマンの名前が付けられたヨタカ科の鳥類、Caprimulgus ekmaniがある。
1991年にエクマンの名前を冠した基金Instituto Ekman がスウェーデンとカリブ海諸国の交流なために設けられた。
イネ科の植物の属名、Ekmanochloa Hitchc.、キク科の植物の属名、Ekmania Gleason、Elekmania B.Nordやノボタン科の植物の属名Ekmaniocharis Urb.（Mecraniumのシノニム）に献名されている。